# Franz Landgraf
Franz Landgraf (16 de julio de 1888 - 19 de abril de 1944) fue un general en la Wehrmacht de la Alemania Nazi durante la II Guerra Mundial. Fue condecorado con la Cruz de Caballero de la Cruz de Hierro.
Durante la invasión de la Unión Soviética dirigió la 6.ª División Panzer en la región del Báltico, luchando en la batalla de Raseiniai.
Murió en Stuttgart el 19 de abril de 1944.

## Condecoraciones
- Cruz de Caballero de la Cruz de Hierro el 16 de junio de 1940 como Oberst y comandante de la 4. Panzer-Brigade[2]